# 差塩パーキングエリア
差塩パーキングエリア（さいそパーキングエリア）は、福島県いわき市三和町差塩にある磐越自動車道のパーキングエリアである。

## 施設

### 上り線（いわき方面）
- 駐車場
  - 大型16台
  - 小型16台
- トイレ
  - 男性 大2（和式1・洋式1）・小5
  - 女性 7（和式1・洋式6）
    - 同伴の男児用 1

  - 車椅子用 1
- 自動販売機

### 下り線（郡山・新潟中央方面）
- 駐車場
  - 大型16台
  - 小型16台
- トイレ
  - 男性 大2（和式1・洋式1）・小5
  - 女性 7（和式1・洋式6）
    - 同伴の男児用 1

  - 車椅子用 1
- 自動販売機

## 隣
E49 磐越自動車道
(1) いわき三和IC - 差塩PA - (2) 小野IC